# История ФК «Манчестер Юнайтед» (с 1969 года)
В данной статье содержится информация об истории футбольного клуба «Манчестер Юнайтед» с 1969 года по настоящее время. Историю клуба до 1969 года см. здесь: История ФК «Манчестер Юнайтед» (1878—1969). Статистику выступлений клуба по сезонам см. здесь: Список сезонов ФК «Манчестер Юнайтед».
«Манчестер Юнайтед» является английским профессиональным футбольным клубом из Стретфорда, Большой Манчестер. Клуб был основан в 1878 году под названием «Ньютон Хит (Ланкашир энд Йоркшир Рейлуэй)». Первым официальным матчем клуба стала игра первого раунда Кубка Англии в октябре 1886 года. В 1902 году клуб сменил название на «Манчестер Юнайтед», а в 1910 году переехал на стадион «Олд Траффорд», на котором выступает по сей день. Свой первый трофей национального уровня «Манчестер Юнайтед» выиграл в 1908 году, став чемпионом Первого дивизиона. Впоследствии клуб ещё 19 раз становился чемпионом Англии, а также 12 раз выигрывал Кубок Англии и 5 раз — Кубок Футбольной лиги. Кроме того, «Юнайтед» трижды выигрывал Кубок европейских чемпионов, а также по одному разу — Кубок обладателей кубков УЕФА, Лигу Европы УЕФА, Межконтинентальный кубок и Клубный чемпионат мира.

## 1969—1972
После отставки Мэтта Басби в 1969 году главным тренером «Манчестер Юнайтед» был назначен тренер резервной команды Уилф Макгиннесс. Сезон 1969/70 команда завершила на 8-м месте в чемпионате. В следующем сезоне «Юнайтед» был на грани вылета из чемпионата, занимая последние строчки в турнирной таблице, а также выбыл из розыгрыша Кубка Лиги после поражения от «Астон Виллы», которая в то время выступала в Третьем дивизионе. После этого Макгиннесс покинул должность главного тренера, вернувшись на пост тренера резервистов, а через некоторое время совсем покинул клуб.
Мэтт Басби вернулся на пост главного тренера команды на вторую половину сезона 1970/71. Он вывел команду из зоны вылета (в итоге «Юнайтед» финишировал на 8-м месте). Летом 1971 года Басби окончательно завершил тренерскую карьеру, и 8 июня главным тренером был назначен Фрэнк О'Фаррелл. Сезон 1971/72 «Юнайтед» начал удачно, но с 1 января 1972 года команда потерпела семь поражений подряд и заняла лишь 8-е место в чемпионате (на этой же позиции «Манчестер Юнайтед» финишировал и в двух предыдущих сезонах).
К этому времени участились хулиганские выходки Джорджа Беста, регулярно нарушавшего клубную дисциплину. В конце сезона 1971/72, за день до своего 26-го дня рождения, Бест заявил о завершении своей карьеры. Однако уже спустя пару дней он сказал, что продолжит играть.
В феврале 1972 года в «Юнайтед» перешёл капитан «Абердина» Мартин Бьюкен. Несмотря на рекордную стоимость защитника, 125 тысяч фунтов, это был самый удачный трансфер О'Фаррелла на посту главного тренера «Манчестер Юнайтед».
В девяти стартовых матчах сезона 1972/73 «Юнайтед» не смог одержать ни одной победы. После поражения от «Кристал Пэласа» со счётом 5:0 19 декабря 1972 года О'Фаррелл был уволен. Тогда же завершил карьеру Билл Фоулкс, был проведён прощальный матч Бобби Чарльтона, а Джордж Бест вновь заявил о своём решении повесить бутсы на гвоздь.

## Томми Дохерти (1972—1977)

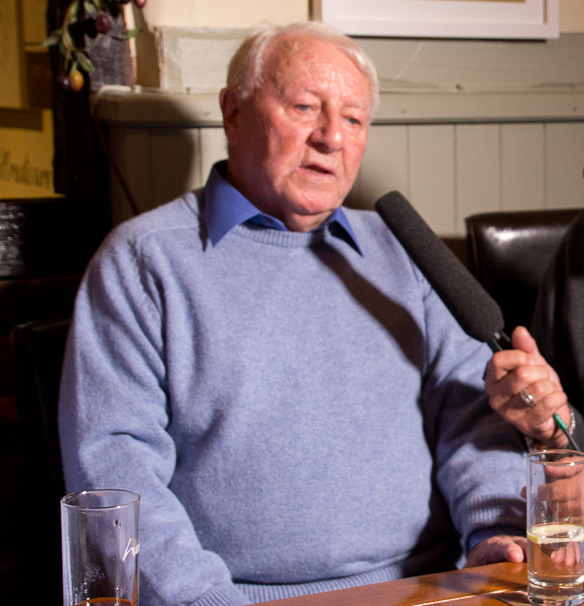
Под руководством Дохерти команда выиграла Кубок Англии

### Выбывание из Первого дивизиона
22 декабря 1972 года главным тренером «Манчестер Юнайтед» был назначен Томми Дохерти по прозвищу Док. Он сразу же приступил к перестройке команды, подписав ряд новых футболистов, самым известным из которых стал Лу Макари. Сезон 1972/73 команда завершила на 18-м месте. Несмотря на убедительную игру Макари и назначенного капитаном команды Мартина Бьюкена, «Юнайтед» уже не доминировал в чемпионате, как во времена Басби.
В июле 1973 года в качестве свободного агента клуб покинул Денис Лоу, после чего подписал контракт с «Манчестер Сити». Джордж Бест решил продолжить свои выступления, подписав с клубом контракт на сезон 1973/74. «Юнайтед» вновь начал сражаться за выживание в Первом дивизионе. Перед предпоследним туром чемпионата «красным дьяволам» было необходимо одержать две победы, а также надеяться на поражение «Бирмингема», чтобы остаться в Первом дивизионе. Но «Бирмингем» выиграл свой матч, а Денис Лоу, выступающий за «Манчестер Сити», забил гол в ворота своего бывшего клуба. «Манчестер Юнайтед» вылетел во Второй дивизион — впервые с 1937 года.
В 1974 году команду окончательно покинул Джордж Бест, которому было всего лишь 27 лет.

### Возрождение
После вылета из Первого дивизиона Дохерти распрощался практически со всеми оставшимися со времён Басби игроками. Из состава, выигравшего Кубок европейских чемпионов в 1968 году, к началу сезона 1974/75 в «Юнайтед» остался лишь вратарь Алекс Степни. Зато в клубе появились новые таланты, например, североирландец Сэмми Макилрой, хорошо проявивший себя в концовке злополучного сезона 1973/74.
Несмотря на вылет во Второй дивизион, посещаемость матчей на «Олд Траффорд» в сезоне 1974/75 даже возросла, а «Юнайтед» стал чемпионом Второго дивизиона. Лучшим бомбардиром клуба стал Стюарт «Панчо» Пирсон, забивший в лиге 17 голов. 5 апреля 1975 года Лу Макари забил гол в ворота «Саутгемптона», обеспечивший возвращение «Юнайтед» в Первый дивизион спустя лишь год отсутствия.
В сезоне 1975/76 «Манчестер Юнайтед» первое время даже возглавлял турнирную таблицу в Первом дивизионе, но в итоге завершил чемпионат лишь на 3-м месте. В том же сезоне клуб вышел в финал Кубка Англии, в котором, однако, уступил «Саутгемптону» со счётом 1:0.
В сезоне 1976/77 «Юнайтед» выступал нестабильно и в какой-то момент даже находился в зоне вылета из высшего дивизиона, но в итоге занял 8-е место. В этом году клуб во второй раз подряд вышел в финал Кубка Англии, обыграв в нём «Ливерпуль» со счётом 2:1. Эта победа не позволила «Ливерпулю» выиграть «требл» (мерсисайдцы уже выиграли чемпионский титул Первого дивизиона, а затем и Кубок европейских чемпионов).
К этому моменту в составе «Манчестер Юнайтед» активно заявляли о себе талантливые молодые игроки: Стив Коппелл, Брайан Гринхофф, Джимми Гринхофф, Артур Олбистон и Стюарт Пирсон.

### Уход Дохерти
Спустя чуть более месяца после триумфа в Кубке Англии в прессу просочилась информация о внебрачной связи Томми Дохерти с Мэри Браун, женой клубного физиотерапевта Лори Брауна. Дохерти отказался добровольно уйти в отставку, после чего он был уволен решением совета директоров клуба. Формально клуб не мог уволить Дохерти за подобное поведение, поэтому официальной причиной увольнения было названо «злоупотребление занимаемой должностью в виде приобретения билетов на два кубковых финала с корыстной целью их дальнейшей перепродажи». Несмотря на это, всем была очевидна реальная причина увольнения Дохерти. Высказывались даже предположения, что он подаст на клуб в суд с целью оспаривания решения о своём увольнении. Тем не менее, до суда не дошло.

## Дейв Секстон (1977—1981)
Дохерти пользовался большой поддержкой среди болельщиков клуба, чего нельзя сказать о следующем главном тренере «Юнайтед», Дейве Секстоне. Секстон добился значительных успехов с «Челси», выиграв Кубок Англии и Кубок обладателей кубков, а также был близок к победе в чемпионате со скромным клубом «Куинз Парк Рейнджерс».
Благодаря победе в Кубке Англии 1977 года, «Юнайтед» квалифицировался в розыгрыш Кубка обладателей кубков 1977/78, но выбыл из турнира после второго раунда, уступив клубу «Порту».
В 1978 году Секстон сделал два своих самых известных трансфера на посту главного тренера «Манчестер Юнайтед», подписав из «Лидса» нападающего Джо Джордана и защитника Гордона Маккуина.
В 1979 году «Юнайтед» вновь вышел в финал Кубка Англии, в котором встретился с «Арсеналом». «Арсенал» вёл по ходу встречи со счётом 2:0, но в концовке матча усилиями Гордона Маккуина и Сэмми Макилроя «Юнайтед» сравнял счёт. Однако гол Алана Сандерленда в ворота Гари Бейли на 89-й минуте обеспечил «канонирам» победу со счётом 3:2.
В сезоне 1979/80 «Манчестер Юнайтед» занял 2-е место, уступив «Ливерпулю» два очка.
Из-за эпидемии травм в начале сезона 1980/81 клуб выступал нестабильно и балансировал в середине турнирной таблицы чемпионата, а также рано выбыл из розыгрыша Кубка Англии. В надежде переломить ситуацию, Секстон выложил рекордные для клуба £1,25 млн за нападающего «Ноттингема» Гарри Бертлса, но этот трансфер оказался крайне неудачным: чтобы забить первый мяч за клуб, Бертлсу понадобилось 30 игр. «Юнайтед» выиграл семь последних матчей в сезоне, но финишировал лишь на 7-м месте.
В конце сезона 1980/81 Секстон был уволен с поста главного тренера клуба.

## Рон Аткинсон (1981—1986)

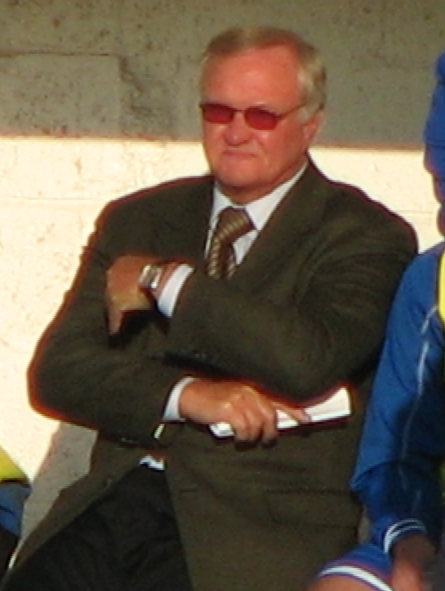
Под руководством Аткинсона команда выиграла два Кубка Англии

Председатель «Манчестер Юнайтед» Мартин Эдвардс начал поиски нового тренера. В числе наиболее вероятных кандидатов на эту должность назывались Лори Макменеми, главный тренер «Саутгемптона», обыгравший «Юнайтед» в финале Кубка Англии 1976 года, Бобби Робсон, дважды выигравший Кубок УЕФА с «Ипсвич Таун», и Брайан Клаф, выигравший с «Ноттингемом» два Кубка европейских чемпионов. Мартин Эдвардс, однако, заявил в интервью, что клуб не будет пытаться подписать Клафа. В итоге главным тренером «Юнайтед» стал Рон Аткинсон, который хорошо зарекомендовал себя в качестве тренера «Вест Бромвича».
Аткинсон побил британский трансферный рекорд, подписав из «Вест Бромвича» полузащитника Брайана Робсона за £1,75 млн, а также его одноклубника Рэми Мозеса за £750 тыс. Вскоре из молодёжной академии «Юнайтед» в основной состав влился талантливый североирландец Норман Уайтсайд, став ключевым игроком клуба в возрасте всего лишь 17 лет. Под руководством Аткисонна «Юнайтед» заиграл в зрелищный, атакующий футбол, проиграв лишь восемь матчей в сезоне 1981/82 и завершив чемпионат на 3-м месте. В следующем сезоне клуб выиграл Кубок Англии, обыграв в переигровке финального матча «Брайтон энд Хоув Альбион» со счётом 4:0.
В следующем году «Юнайтед» сенсационно вылетел из розыгрыша Кубка Англии, уступив «Борнмуту», выступавшему в Третьем дивизионе. Однако в Кубке обладателей кубков  «красные дьяволы» смогли обыграть «Барселону» и вышли в полуфинал турнира, где уступили «Ювентусу».
В сезоне 1984/85 в составе «Юнайтед» дебютировал валлийский игрок Марк Хьюз. По итогам сезона он был признан лучшим молодым футболистом года. В чемпионате «Юнайтед» занял лишь 4-е место.
В 1985 году «Юнайтед» выиграл Кубок Англии, обыграв в финальном матче «Эвертон», чемпионов Англии этого сезона. В этом матче был удалён Кевин Моран, став первым удалённым игроком в истории финалов Кубка Англии. Несмотря на игру в меньшинстве, «Юнайтед» одержал победу благодаря голу Нормана Уайтсайда по прозвищу «бич Скаузеров», забитому в дополнительное время.
В сезоне 1985/86 «Юнайтед» одержал победу в 10 стартовых матчах чемпионата (клубный рекорд) и к октябрю возглавлял турнирную таблицу Первого дивизиона с 10-очковым отрывом от ближайших преследователей. Однако в начале 1986 года «Юнайтед» потерял форму и начал терять очки, что было отчасти связано с травмой капитана команды Брайана Робсона, выбывшего до конца сезона. В итоге клуб финишировал на 4-м месте. По завершении сезона из команды ушёл Марк Хьюз, у которого начались проблемы с алкоголем. Он перешёл в «Барселону» за 2 млн фунтов.
Ближе к концу сезона появлялось всё больше слухов об отставке Рона Аткинсона. Тем не менее, сезон 1986/87 команда начала под его руководством. В первых трёх матчах чемпионата «Юнайтед» потерпел три поражения подряд. 5 ноября 1986, сразу после поражения от «Саутгемптона» со счётом 4:1, Аткинсон был уволен с поста главного тренера клуба. «Юнайтед» занимал предпоследнюю строчку турнирной таблицы чемпионата.
6 ноября 1986 года главным тренером «Манчестер Юнайтед» был назначен шотландский специалист Алекс Фергюсон, ранее работавший в «Абердине».

## Эра Алекса Фергюсона (1986—2013)

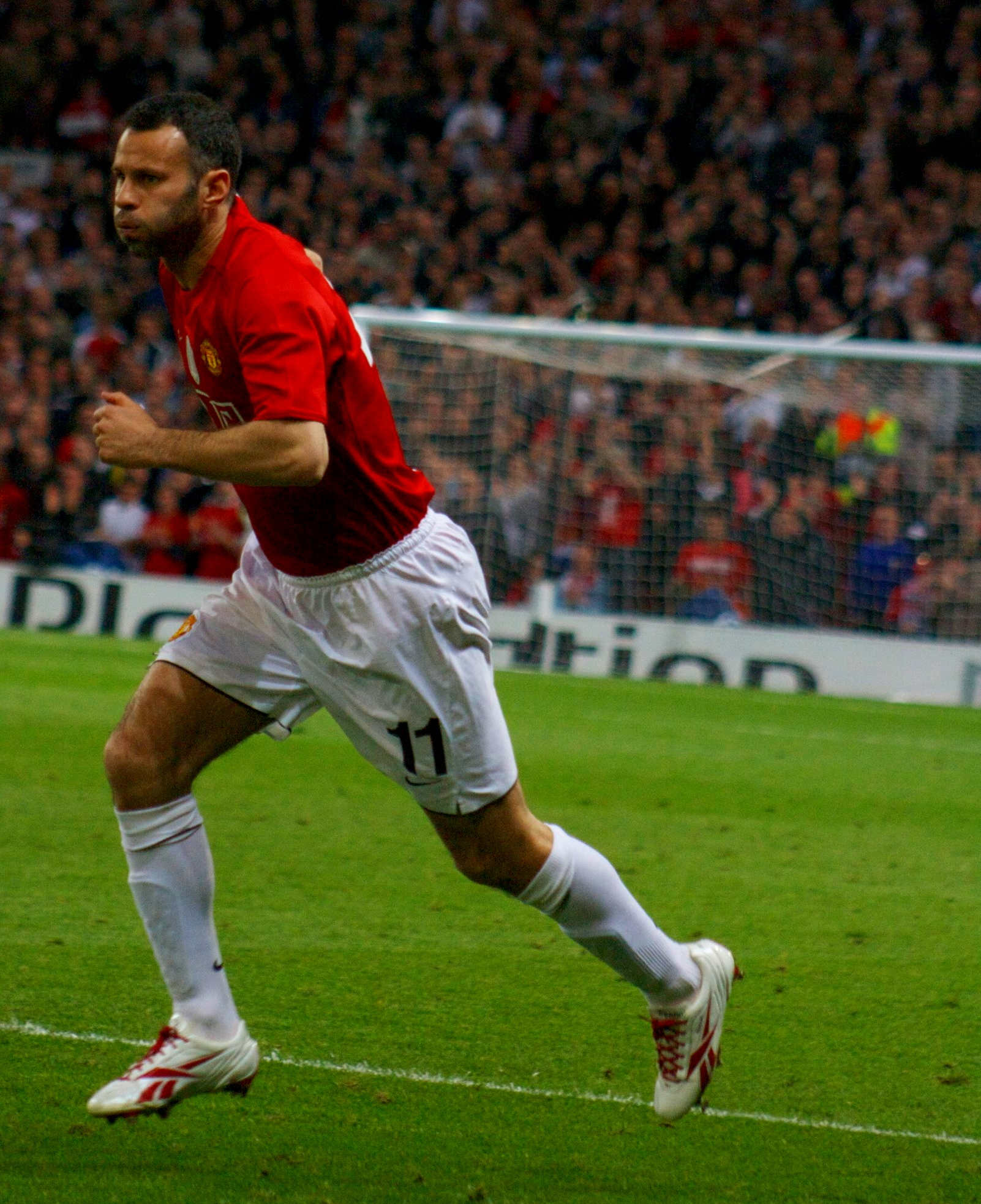
Райан Гиггз, самый титулованный игрок в истории английского футбола

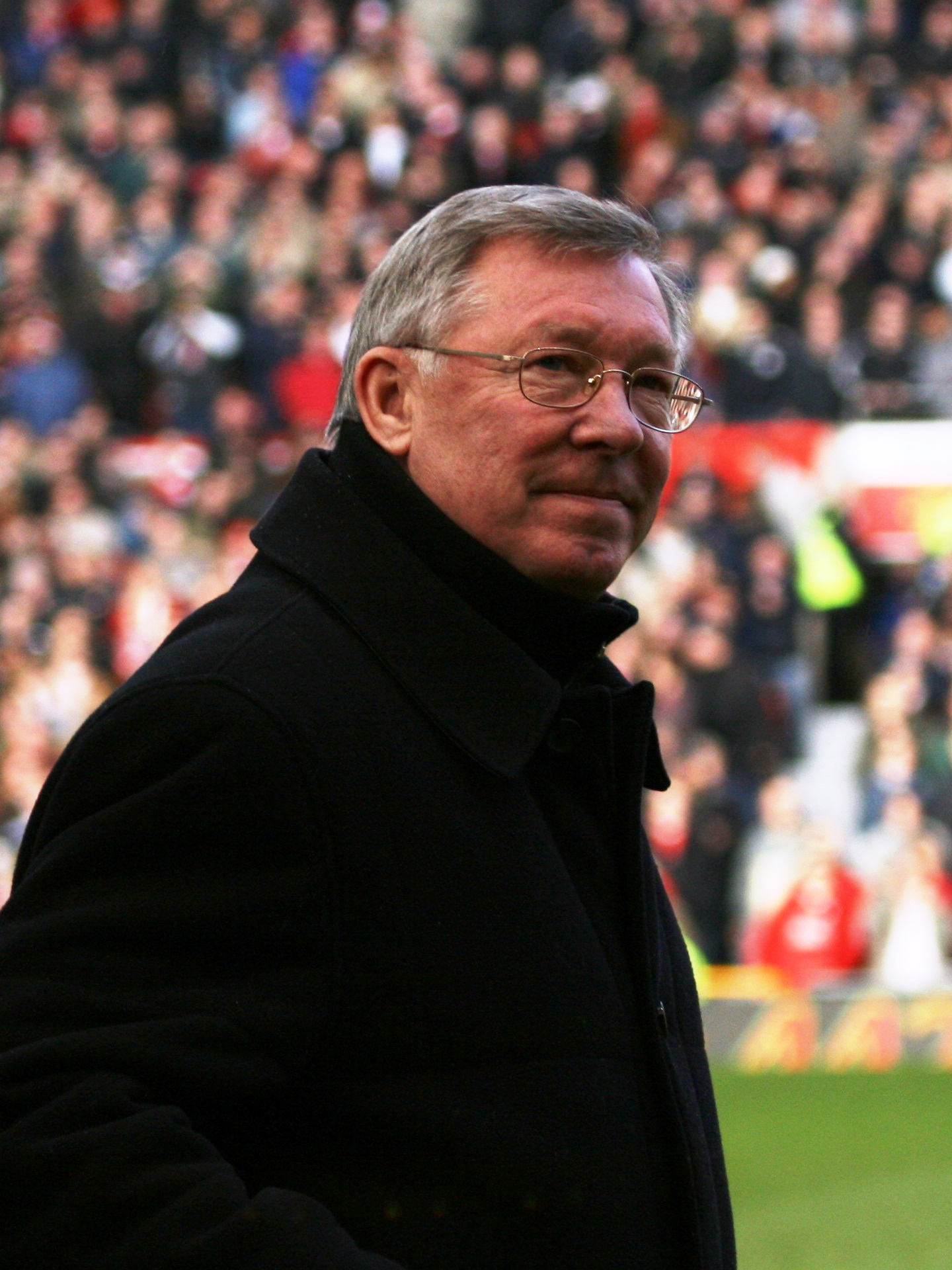
Сэр Алекс Фергюсон завоевал с «Манчестер Юнайтед» 38 трофеев

В первом сезоне под руководством Алекса Фергюсона «Манчестер Юнайтед» завершил чемпионат на 11-м месте. Уже в сезоне 1987/88 «Юнайтед» финишировал вторым, однако не смог повторить этот успех в следующем сезоне. В начале 1990 года Фергюсон был на грани отставки из-за длительной серии матчей без побед. Однако удачное выступление команды в Кубке Англии, завершившееся победой в финале над «Кристал Пэлас», сохранило за Фергюсоном тренерский пост.
В сезоне 1990/91 «Юнайтед» вышел в финал Кубка Футбольной лиги, в котором уступил клубу Рона Аткинсона «Шеффилд Уэнсдей». В этом же сезоне «Манчестер Юнайтед» выиграл Кубок обладателей кубков и Суперкубок Европы. В следующем сезоне клуб снова добрался до финала Кубка Лиги, и на этот раз выиграл его, победив «Ноттингем Форест». Летом 1991 года в команду перешёл датский голкипер Петер Шмейхель, который провёл 17 «сухих матчей» в чемпионате сезона 1991/92, в котором «Юнайтед» финишировал на 2-м месте после «Лидса». В 1992 году клуб подписал Эрика Кантона́ за 1,2 млн. фунтов. Переход в клуб харизматичного француза тут же сказался на результатах команды: в сезоне 1992/93 «Манчестер Юнайтед» выиграл чемпионский титул — впервые с 1967 года. В июле 1993 года в команду из «Ноттингем Форест» перешёл ирландский полузащитник Рой Кин, впоследствии ставший одной из легенд клуба. В сезоне 1993/94 «Юнайтед» впервые в своей истории выиграл «дубль»: Премьер-лигу и Кубок Англии. После окончания неудачного для команды сезона 1994/95 Фергюсон продал ряд ключевых футболистов (Марка Хьюза, Пола Инса и Андрея Канчельскиса), заменив их игроками из молодёжной академии «Юнайтед» (среди них были Дэвид Бекхэм, Пол Скоулз, Гари и Фил Невиллы, Ники Батт). Обновлённый молодёжью «Юнайтед» в сезоне 1995/96 снова выиграл «дубль». После ухода из команды Стива Брюса в 1996 году новым капитаном был назначен Кантона. Он привёл команду к очередному чемпионству в сезоне 1996/97, но по его окончании неожиданно объявил о завершении карьеры. На замену французскому форварду был приобретён Тедди Шерингем, а футболка с номером «7» перешла к Дэвиду Бекхэму. Сезон 1998/99 стал самым успешным за всю историю клуба: «Манчестер Юнайтед» выиграл Премьер-лигу, Кубок Англии и Лигу чемпионов, став первым английским клубом, которому покорился подобный «требл» в одном сезоне. Чемпионский титул Премьер-лиги «Юнайтед» выиграл лишь в последнем туре, обыграв «Тоттенхэм Хотспур» со счётом 2:1. В финале Кубка Англии «красные дьяволы» со счётом 2:0 победили «Ньюкасл». В финале Лиги чемпионов «Юнайтед» выиграл у мюнхенской «Баварии», вырвав победу со счётом 2:1 в добавленное время. После этой победы Фергюсон был посвящён в рыцари за заслуги перед футболом. По завершении триумфального сезона клуб также стал обладателем Межконтинентального кубка, победив бразильский клуб «Палмейрас».
«Юнайтед» выиграл Премьер-лигу в сезонах 1999/2000 и 2000/01, но на европейской арене выступал неудачно. Сезон 2001/02 команда завершила на 3-м месте, однако в следующем сезоне вновь выиграла Премьер-лигу. После этого успеха «Манчестер Юнайтед» не мог выиграть чемпионский титул на протяжении четырёх лет. В 2004 году клуб выиграл Кубок Англии. Титул чемпионов Англии вернулся на «Олд Траффорд» лишь по итогам сезона 2006/07. В сезоне 2007/08 «Юнайтед» удалось выиграть «европейский дубль», став чемпионами в Премьер-лиге и Лиге чемпионов. В сезоне 2008/09 «Манчестер Юнайтед» в третий раз подряд стал чемпионом Премьер-лиги, а также выиграл Кубок Футбольной лиги и Клубный чемпионат мира. Летом 2009 года Криштиану Роналду был продан в мадридский «Реал» за рекордную сумму в 80 млн фунтов. В 2010 году «Юнайтед» выиграл Кубок Футбольной лиги, обыграв в финале «Астон Виллу» со счётом 2:1 и впервые в своей истории защитил свой титул в кубковом турнире. В сезоне 2010/11 «Манчестер Юнайтед» в 19-й раз в своей истории выиграл чемпионский титул, опередив по этому показателю «Ливерпуль», и стал самым успешным клубом в истории английского футбола в домашних турнирах. Два года спустя, в сезоне 2012/13, «Юнайтед» вновь выиграл Премьер-лигу, став чемпионом Англии в 20-й раз в своей истории. В начале мая 2013 года сэр Алекс Фергюсон объявил о решении завершить тренерскую карьеру после окончания сезона.

## С 2013 года
1 июля 2013 года пятидесятилетний шотландец Дэвид Мойес, ранее тренировавший «Эвертон» был представлен в качестве нового главного тренера «Манчестер Юнайтед». 11 августа «Юнайтед» выиграл Суперкубок Англии, обыграв «Уиган Атлетик» со счётом 2:0. Под управлением Мойеса «Манчестер Юнайтед» утратил лидирующие позиции в Премьер-лиге, и уже в конце апреля лишился шансов на попадание в Лигу чемпионов. Через два дня после поражения от «Эвертона», 22 апреля 2014 года, Мойес был отправлен в отставку, а исполняющим обязанности главного тренера до конца сезона был назначен Райан Гиггз. По итогам сезона 2013/2014 «Юнайтед» занял лишь 7-е место, что стало худшим результатам в истории Премьер-лиги.
Перед стартом следующего сезона в составе «Манчестер Юнайтед» произошли серьёзные изменения: команду покинули опытные защитники Патрис Эвра, Неманья Видич, Рио Фердинанд, завершил карьеру игрока Райан Гиггз (который остался в тренерском штабе «Юнайтед»). В клуб перешли ряд молодых футболистов, а также Анхель Ди Мария, ставший самым дорогим игроком в истории английских клубов. Главным тренером команды был назначен знаменитый голландский специалист Луи ван Гал, а капитанскую повязку получил Уэйн Руни. В свой первый сезон ван Галу удалось вернуть команду в Лигу чемпионов, заняв 4-е место в Премьер-лиге.
В сезоне 2015/16 «Юнайтед» демонстрировал неубедительную игру в атаке, забив в чемпионате только 49 мячей — худший результат с 1990 года — а также не смог выйти из группы в Лиге чемпионов и занял в чемпионате 5-е место, что означало непопадание команды в Лигу чемпионов следующего сезона. При этом в конце сезона «Юнайтед» выиграл свой первый трофей после ухода Фергюсона, обыграв в финале Кубка Англии «Кристал Пэлас». Несмотря на победу в Кубке Англии, Луи ван Гал был уволен с поста главного тренера 23 мая.

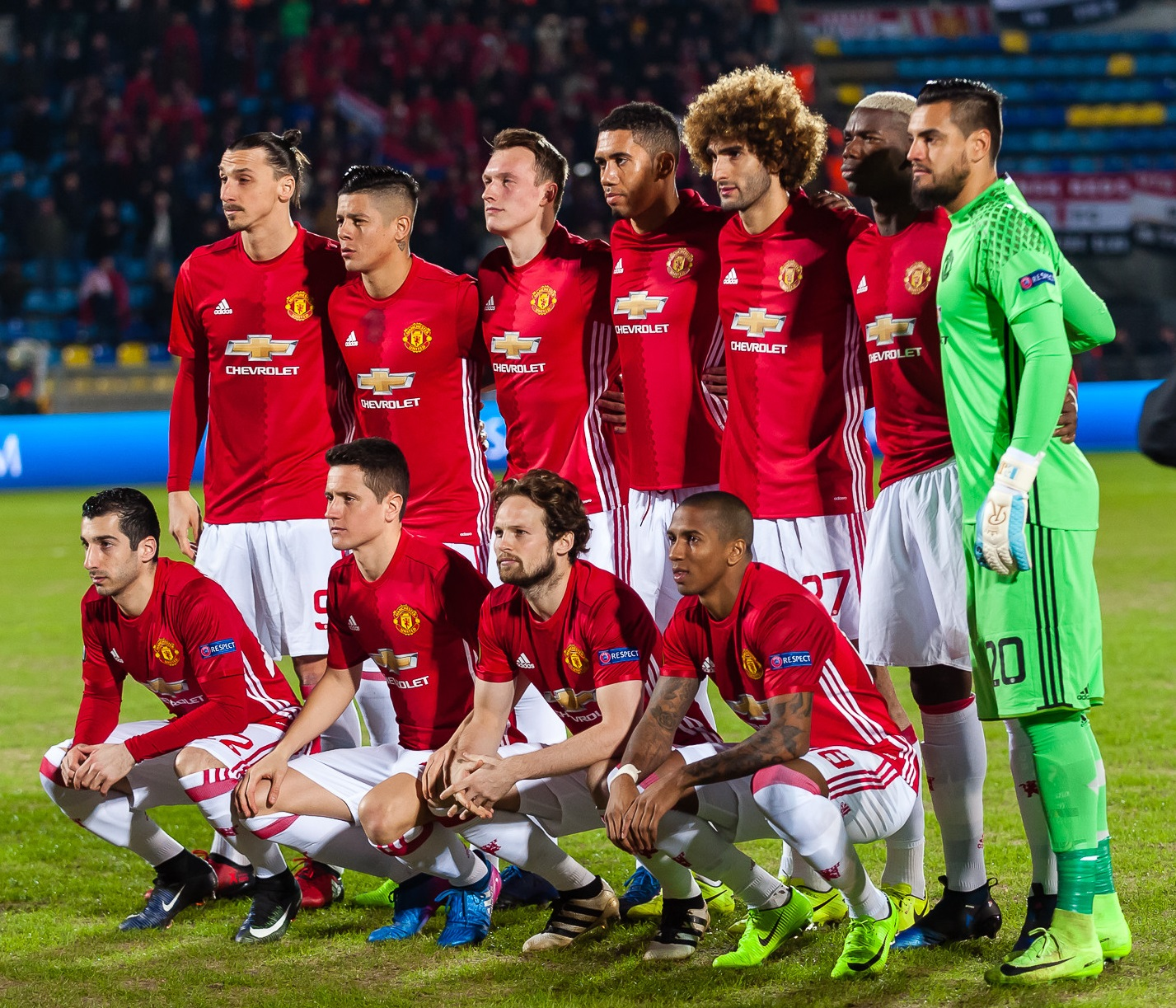
В сезоне 2016/17 «Юнайтед» выиграл Лигу Европы и Кубок Английской футбольной лиги

27 мая 2016 года главным тренером «Юнайтед» был назначен Жозе Моуринью, подписавший с клубом трёхлетний контракт. Летом 2016 года «Манчестер Юнайтед» побил мировой трансферный рекорд, заплатив 105 млн евро (89 млн фунтов) за Поля Погба. В свой первый сезон в «Юнайтед» Моуринью помог команде выиграть Суперкубок Англии, Кубок Футбольной лиги и Лигу Европы. В сезоне 2017/18 команда заняла в Премьер-лиге второе место и дошла до финала Кубка Англии, в котором уступила «Челси». Сезон 2018/19 команда начала неудачно: старт сезона был худшим в истории «Манчестер Юнайтед» в Премьер-лиге. После поражения от «Ливерпуля» 15 декабря 2018 года Моуринью был уволен.
После увольнения Моуринью исполняющим обязанности главного тренера до окончания сезона был назначен норвежский специалист Уле Гуннар Сульшер. Сульшер в первых своих восьми матчах одержал восемь побед, став первым главным тренером в истории клуба, которому удалось подобное достижение. 28 марта 2019 года «Манчестер Юнайтед» назначил Сульшера главным тренером на постоянной основе, заключив с норвежцем трёхлетний контракт. После этого «Юнайтед» одержал только две победы в оставшихся десяти матчах. По итогам сезона 2018/19 команда заняла 6-е место в Премьер-лиге, что не позволило ей попасть в Лигу чемпионов следующего сезона.  В сезоне 2019/20 «Юнайтед» занял в Премьер-лиге 3-е место, вернувшись в Лигу чемпионов. В следующем сезоне команда заняла второе место в Премьер-лиге. 21 ноября 2021 года Сульшер был уволен после плохих результатов в Премьер-лиге, временно исполняющим обязанности главного тренера был назначен Майкл Каррик, под руководством которого команда провела три матча. 29 ноября 2021 года было объявлено о назначении немецкого специалиста Ральфа Рангника временным главным тренером «Манчестер Юнайтед» до окончания сезона.
В сезоне 2022/23 «Юнайтед» возглавил нидерландский тренер Эрик тен Хаг. 26 февраля 2023 года «Манчестер Юнайтед» выиграл Кубок Английской футбольной лиги, обыграв в финале «Ньюкасл Юнайтед» со счётом 2:0 и завоевал свой первый за шесть лет трофей. 25 мая 2024 года «Юнайтед» выиграл свой 13-й Кубок Англии, обыграв финале «Манчестер Сити» со счётом 2:1. 28 октября 2024 года Эрик тен Хаг был уволен после поражения от «Вест Хэм Юнайтед». На тот момент команда занимала четырнадцатое место в турнирной таблице Премьер-лиги и выиграла лишь 4 из 14 матчей в сезоне 2024/25. Исполняющим обязанности главного тренера на протяжении четырёх матчей был Руд ван Нистелрой. Новым главным тренером «Юнайтед» с 11 ноября 2024 года стал португалец Рубен Аморим.